# Die Geschwister (2016)
Die Geschwister ist ein deutscher Spielfilm von Jan Krüger aus dem Jahr 2016.

## Handlung
Thies Meisner arbeitet für ein Immobilienmaklerunternehmen in Berlin als Hausverwalter. Er ist homosexuell und Single. Freunde hat er nur wenige. Sein einziger Freund ist der Trödler Marcos.
Eines Tages lernt er bei einer Wohnungsbesichtigung den Polen Bruno und seine Begleiterin Sonja kennen. Die beiden haben kein festes Einkommen und möglicherweise einen ungesicherten Aufenthaltsstatus in Deutschland. Thies nimmt an, die beiden seien ein Paar. Einige Tage später lauert ihm Bruno auf seiner Joggingstrecke auf und flirtet mit ihm. Sonja sei nicht seine Freundin, sondern seine Schwester. Thies, der Bruno schon bei der ersten Begegnung attraktiv fand, lässt sich auf den Flirt ein und bald schlafen die beiden zum ersten Mal miteinander.
Thies verschafft den vermeintlichen Geschwistern eine leerstehende Wohnung, ohne das sein Arbeitgeber etwas davon weiß. Erneut schlafen er und Bruno miteinander. Thies hat sich ernsthaft in Bruno verliebt.
Bald kommen Thies jedoch Zweifel an der Geschwisterstory von Bruno und Sonja. Die beiden gestehen schließlich, keine Geschwister, sondern Freunde zu sein. Bruno beschützt Sonja, die aus Belarus geflohen ist und illegal in Deutschland ist. Thies verspricht, die beiden nicht zu verraten und die schützende Hand über sie zu halten. Er sieht sich schon als Teil der beiden.
Sonja ist insgeheim aber eifersüchtig auf die Beziehung zwischen Bruno und Thies. Bei einem Ausflug nach Polen zeigt sich in einer Diskothek, dass Bruno bisexuell ist. Er flirtet mit den Tänzerinnen.
Doch als er erkennt, dass Thies verletzt ist, küsst er ihn, sie tanzen engumschlungen und schlafen ein letztes Mal miteinander. Als sie in der Berliner Wohnung zurückkehren, ist Sonja verschwunden, und Bruno macht sich auf die Suche nach Sonja. Ein paar Tage versucht Thies, den das Verschwinden der beiden, vor allem das von Bruno, sehr mitnimmt, verzweifelt die beiden in der großen Stadt wieder zu finden.
Er gibt die Suche auf und merkt, dass er sein Leben ändern, sich mehr öffnen muss, wenn er glücklich werden will.

## Produktion und Veröffentlichung
Das Drehbuch zum Film schrieben Jan Krüger und Anke Stelling. Der Film wurde im August und September 2015 in Berlin gedreht. Die Musik schrieb Birger Clausen. Die Uraufführung fand am 23. April 2016 in Linz (Österreich) statt.

## Kritik
Oliver Armknecht bei film-rezensionen.de meint: „Das ist nicht spektakulär, selten märchenhaft, lässt so manche Frage auch unbeantwortet – Fragen zur Vorgeschichte der beiden Geschwister, Fragen auch zu Brunos wahren Absichten –, und ist doch am Ende ein sehenswerter Film über eine schwierige Gruppendynamik, die schwierige Situation illegaler Einwanderer und die schwierige Suche nach dem Glück.“